# Ceanothus pumilus
Ceanothus pumilus är en brakvedsväxtart som beskrevs av Edward Lee Greene. Ceanothus pumilus ingår i släktet Ceanothus och familjen brakvedsväxter. Inga underarter finns listade i Catalogue of Life.

## Bildgalleri

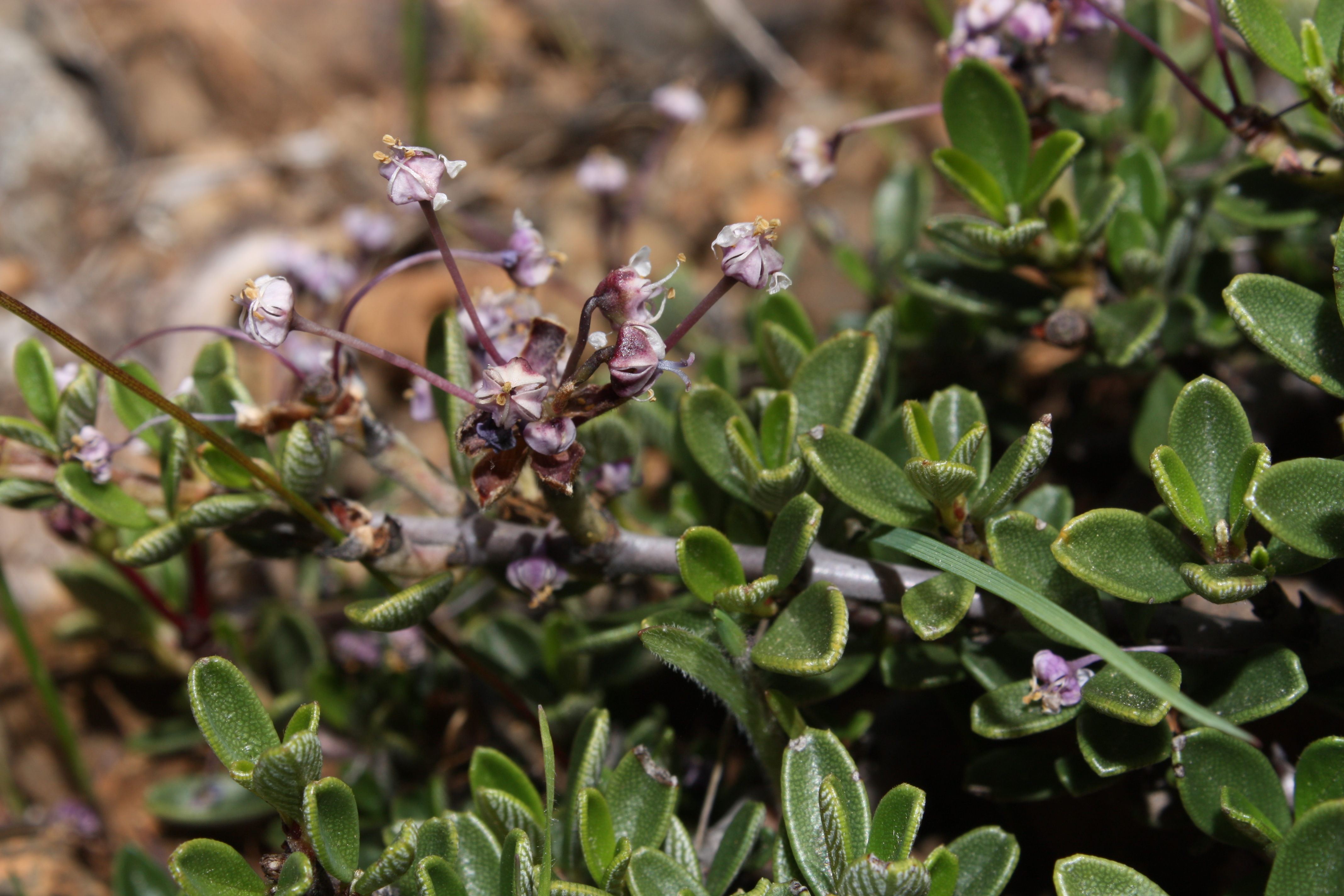
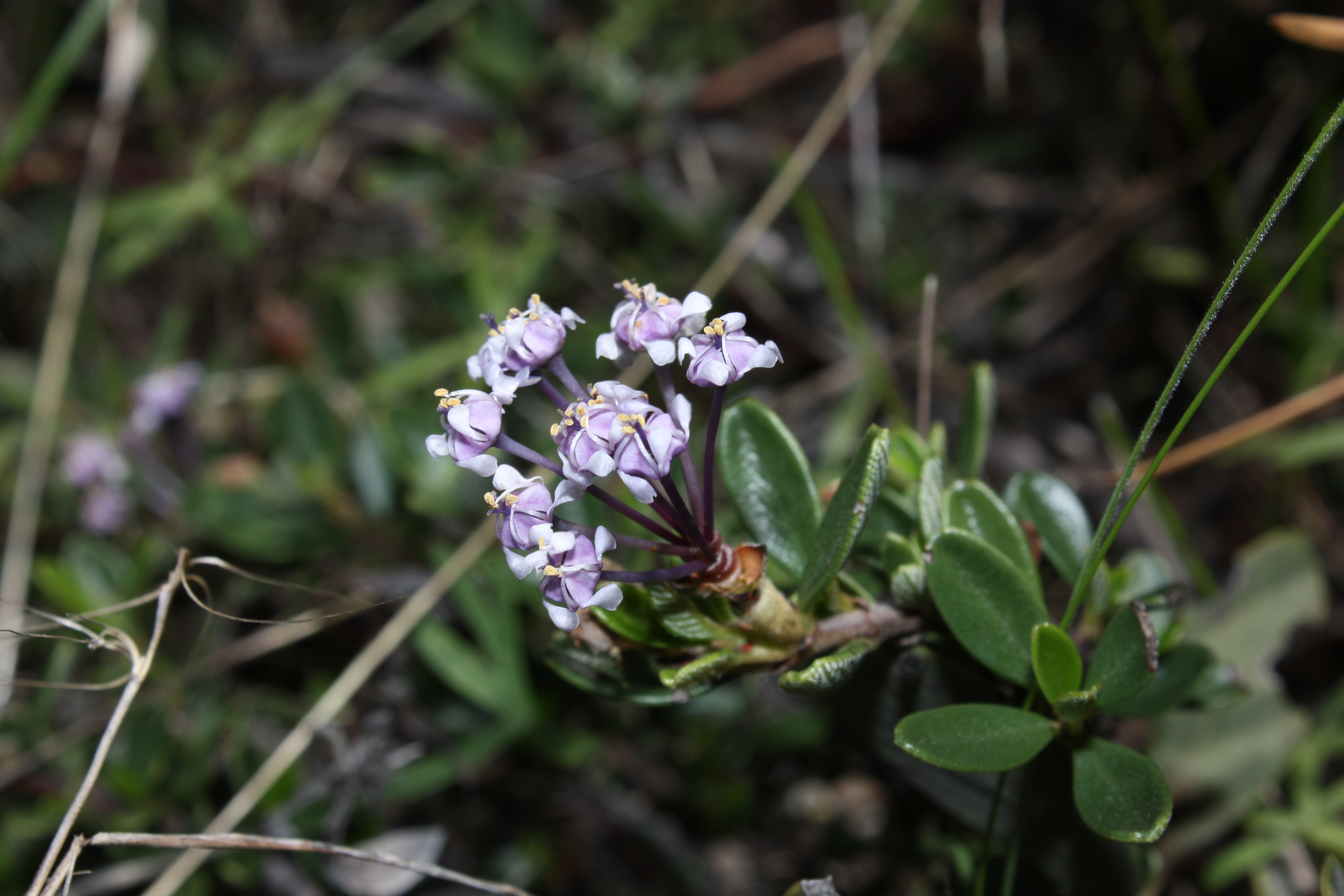
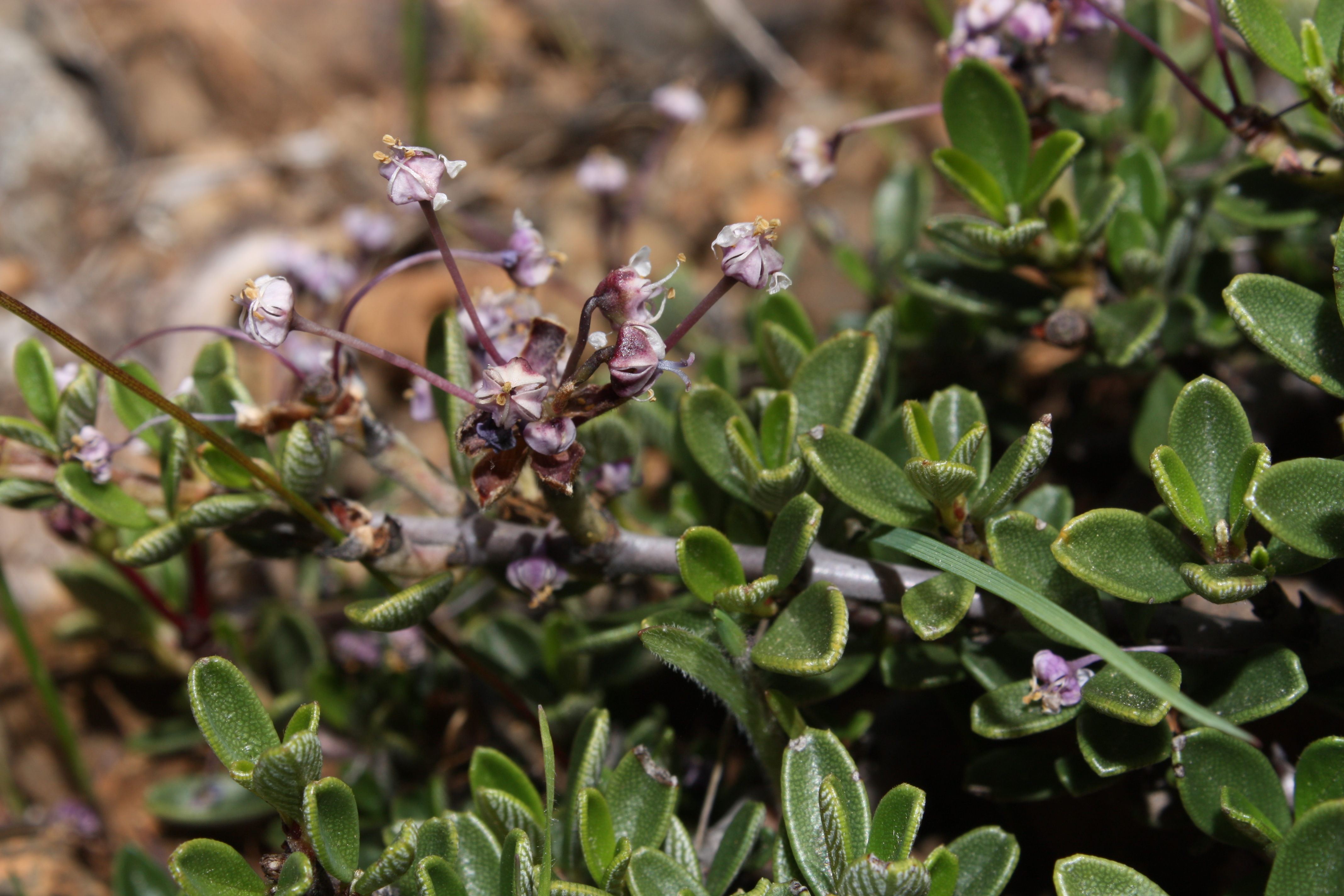